# Санкт-Петер-об-Юденбург
Санкт-Петер-об-Юденбург (нем. Sankt Peter ob Judenburg) — коммуна (нем. Gemeinde) в Австрии, в федеральной земле Штирия.
Входит в состав округа Юденбург. Население составляет 1172 человека (на 31 декабря 2005 года). Занимает площадь 50,36 км². Официальный код — 6 08 21.

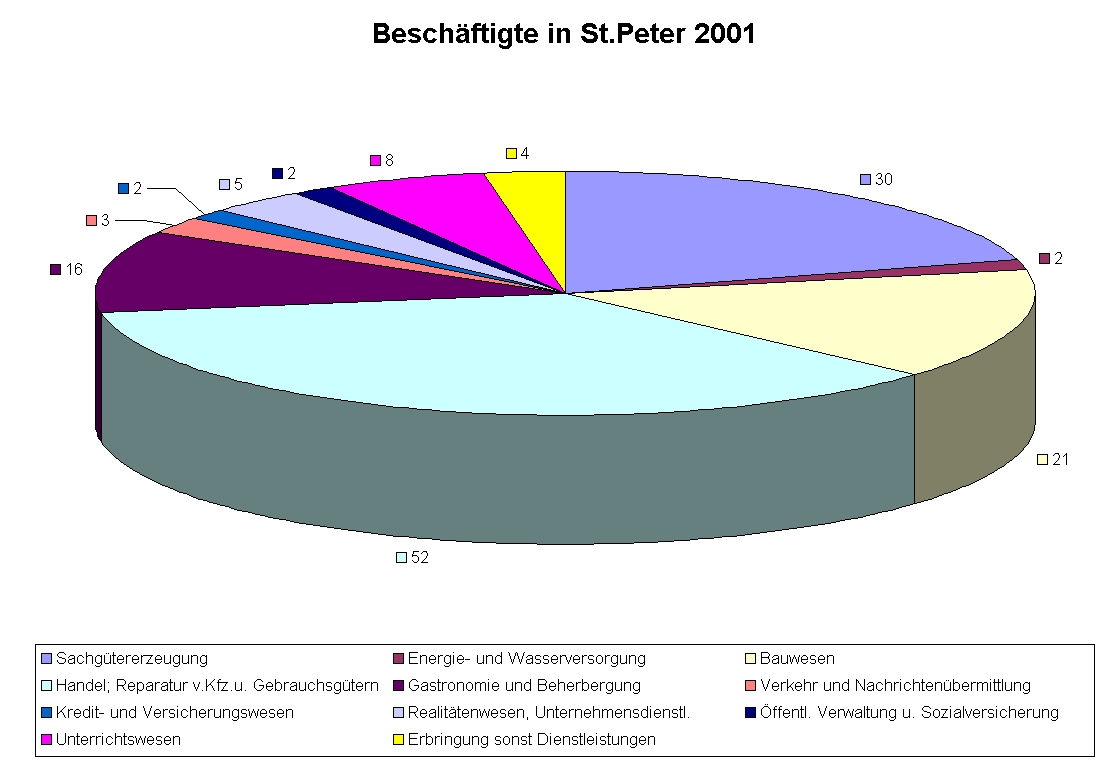
Санкт-Петер-об-Юденбург

## Политическая ситуация
Бургомистр коммуны — Вольфганг Розенкранц (АНП) по результатам выборов 2005 года.
Совет представителей коммуны (нем. Gemeinderat) состоит из 15 мест.
- АНП занимает 10 мест.
- СДПА занимает 4 места.
- АПС занимает 1 место.